# 福特格拉本河
52°18′49.3″N 7°49′0.14″E / 52.313694°N 7.8167056°E
福特格拉本河（德語：Vorthgraben），是德國的河流，位於該國西部，處於北萊茵-威斯特法倫州，屬於施佩勒河的右支流，河道全長2.1公里，發源自西卡珀爾恩以西2.5公里。